# 宮澤知之
宮澤 知之（みやざわ ともゆき、1952年 - ）は、日本の歴史学者。佛教大学名誉教授。専門は、中国財政史・中国貨幣史。博士（文学）。

## 略歴
尼崎生まれ。東京都立西高校卒業後、1976年京都大学文学部史学科卒業、1982年京都大学大学院文学研究科博士後期課程退学。
1983年佛教大学文学部助手、専任講師、助教授を経て、1998年佛教大学文学部教授。2010年佛教大学歴史学部歴史学科教授。2023年3月に定年退任、名誉教授の称号を受ける。
1998年1月、京都大学より博士（文学）学位を取得（論文：「宋代中国の国家と経済：財政・市場・貨幣」。1978年4月から1982年3月まで東洋史研究会編輯委員、2001年3月から中国史学会評議員、2003年4月から2006年3月まで鷹陵史学会会長、2010年11月より東洋史研究会 評議員などを歴任する。

## 著書

### 単著
- 『宋代中国の国家と経済―財政・市場・貨幣』（創文社、1998年）、講談社「創文社オンデマンド叢書」、2022年（電子書籍で再刊）。
- 『中国銅銭の世界―銭貨から経済史へ』（佛教大学鷹陵文化叢書16：思文閣出版、2007年）[2]
- 『宋代社会経済史論集』（汲古叢書：汲古書院、2022年）
- 『中国前近代の貨幣と財政』（東洋史研究叢刊：京都大学学術出版会、2023年）

### 共著
- 『アジア経済史研究入門』（名古屋大学出版会、2015年）[6]
- 『歴史学への招待』（世界思想社、2016年）
  - 執筆「一七世紀中国の銭と銀」pp.82-91

### 講演・口頭発表等
- 「中国専制国家財政的展開」（中国社会科学院歴史研究所、1998年）
- 「唐宋社会変革論」（河北大学歴史研究所、1998年）
- 「明初の貨幣と財政」（1999年度明清史合宿〔北海道〕、1999年）
- 「中国専制国家の財政と物流」（第1回中国史学国際学術会議〔早稲田大学〕、2000年）
- 「元朝財政史の概要」（鷹陵史学会大会、2010年）

## 所属学会
- 東洋史研究会
- 中国史学会
- 鷹陵史学会
- 史学研究会
- 京都民科歴史部会
- 東方学会
- 日本歴史学協会
- 中国文史哲研究会